# (108496) Sullenberger
Pour les articles homonymes, voir Sullenberger.
(108496) Sullenberger est un astéroïde de la ceinture principale.

## Description
(108496) Sullenberger est un astéroïde de la ceinture principale. Il fut découvert le 21 mai 2001 à Goodricke-Pigott par Roy A. Tucker. Il présente une orbite caractérisée par un demi-grand axe de 2,58 UA, une excentricité de 0,17 et une inclinaison de 14,4° par rapport à 
l'écliptique.